# باربرا اولبرايت
باربرا اولبرايت (بالإنجليزية: Barbara Albright)‏ هي صحفية أمريكية، ولدت في 2 يوليو 1955، وتوفيت في 5 يوليو 2006.